# 藤村龍雄
藤村 龍雄（ふじむら たつお、1936年3月13日 - ）は、日本の哲学研究者・論理学者。東京水産大学名誉教授。

## 経歴
樺太生まれ。岩手県立千厩高等学校卒、1958年千葉大学文理学部哲学科卒、1964年東京大学大学院人文科学研究科博士課程単位取得満期退学、東京薬科大学専任講師、1965年国士舘大学専任講師、1966年鹿児島大学法文学部助手、1967年講師に就任、1968年東京水産大学講師、1970年助教授、1980年教授、1999年定年退官、名誉教授、2001年立正大学教授、2006年に定年退職。
『フレーゲ著作集』で2000年日本翻訳出版文化賞受賞。

## 著書
- 『よくわかる記号論理』（勁草書房） 2005
- 『現代における哲学の存在意味 論理・言語・認識』（北樹出版） 2006

## 翻訳
- 『集合論とその論理』（ウィラード・ヴァン・オーマン・クワイン、大出晁共訳、岩波書店） 1968
- 『フレーゲ哲学論集』（岩波書店） 1988
- 『ウィトゲンシュタインのウィーン』（スティーヴン・トゥールミン, A・ジャニク、ティビーエス・ブリタニカ） 1978、のち平凡社ライブラリー
- 『フレーゲ著作集 1 概念記法』（編、勁草書房） 1999
- 『近代とは何か その隠されたアジェンダ』（スティーヴン・トゥールミン、新井浩子共訳、法政大学出版局、叢書・ウニベルシタス） 2001
- 『理性への回帰』（スティーヴン・トゥールミン、法政大学出版局、叢書・ウニベルシタス） 2009